# Alejandro Muro
Alejandro Muro Barboza (Montevideo, 9 giugno 1974) è un ex cestista uruguaiano con cittadinanza italiana.

## Carriera
Dopo aver portato in Legadue la Prefabbricati Pugliesi Brindisi (ora Happy Casa Brindisi), rimane sempre in A dilettanti (ex B1) con l'A.B. Latina. Nell'agosto 2009 firma invece un contratto annuale con la Fortitudo Bologna.
Nel corso dei play-off annuncia che dopo aver finito la stagione ritornerà in Uruguay.
Il 16 giugno 2010 conquista la promozione in serie A2 con la Fortitudo. Il giocatore ufficializza il passaggio all'Atletico Aguada in Uruguay, dove ritornerà a breve per restarci, dopo una lunga ed emozionante carriera italiana. In un'intervista Muro ha dichiarato che i successi più belli sono avvenuti a Brindisi e a Bologna, per passione e per il rapporto con le città.
Con l'Uruguay ha disputato i Campionati americani del 2003.